# Bob Gregory (Politiker)
Hon. Robert „Bob“ John Gregory (* 23. September 1936) ist ein australischer Gewerkschaftsfunktionär und Politiker der Labor Party, der zwischen 1982 und 1993 Mitglied des South Australian House of Assembly sowie mehrmals Minister war.

## Leben

### Gewerkschaftsfunktionär und Mitglied derSouth Australian House of Assembly
Robert „Bob“ John Gregory wurde 1953 Mitglied der Ingenieur- und Metallarbeitergewerkschaft AEU (Amalgamated Engineering Union) und fungierte zwischen 1964 und 1968 als Gewerkschaftsvertreter beim Kraftfahrzeughersteller GM Holden Ltd. Anschließend war er von 1969 bis 1976 Sekretär der Metallarbeitergewerkschaft MTF (Metal Trades Federation) sowie zugleich zwischen 1974 und 1976 erst stellvertretender Sekretär sowie im Anschluss von 1976 bis 1982 Sekretär des Gewerkschaftsdachverbandes von Südaustralien (United Trades and Labour Council of South Australia), dem heutigen SA Unions. Er gehörte zugleich zwischen 1976 und 1982 dem Exekutivvorstand des Gewerkschaftsdachverband von Australien ACTU (Australian Council of Trade Unions) an und war zwischen 1979 und 1982 sowohl Vorsitzender des ACTU-Ausschusses für Arbeitsschutz als auch zeitgleich des ACTU-Ausschusses für die Aborigines. Des Weiteren gehörte er 1982 dem Nationalen Ausbildungsrat der Internationalen Arbeitsorganisation (ILO) als Mitglied an. Er war ferner zwischen 1977 und 1982 Gewerkschaftsvertreter im Beirat der Behörde für Nationalparks und Wildtiere (National Parks and Wildlife Service South Australia) und der Forstbehörde (Forestry Board) sowie von 1978 und 1982 auch der Staatlichen Verkehrsverwaltung (State Transport Authority). Er engagierte sich seit 1970 auch im Port Adelaide Football Club, eine auch „Magpies“ genannte Australian-Football-Mannschaft aus Port Adelaide, die in der Australian Football League (AFL) spielt, und fungierte 1978 als deren Vizepräsident.
Bei der Wahl am 4. September 1982 wurde Gregory für die Labor Party, der er seit 1963 angehört, als Nachfolger seines Parteifreundes Harold O’Neill im Wahlkreis Florey erstmals zum Mitglied der South Australian House of Assembly gewählt, des Unterhauses des Parlaments von South Australia. Er vertrat diesen Wahlkreis bis zu seiner Niederlage gegen Sam Bass von der Liberal Party bei der Wahl am 11. Dezember 1993. Zu Beginn seiner Parlamentszugehörigkeit war er zwischen dem 8. Dezember 1982 und dem 11. August 1988 Mitglied des Ausschusses für öffentliche Finanzen (Public Accounts Committee).

### Minister sowie spätere Funktionen und Ämter
Am 12. August 1988 wurde Bob Gregory in die Regierung von Premier John Bannon berufen und bekleidete in dieser bis zum 4. September 1992 den Posten als Arbeitsminister (Minister of Labour) und Minister für Meeresangelegenheiten (Minister of Marine). Des Weiteren wurde er am 20. April 1989 als Nachfolger von Don Hopgood Chief Secretary und war damit bis zur Auflösung dieses Amtes am 14. Dezember 1989 letzter Chefsekretär der Regierung. Nach der Umbildung der Regierung Bannon war er außerdem vom 14. Dezember 1989 bis zum 4. September 1992 Minister für Gesundheit und Sicherheit am Arbeitsplatz (Minister of Occupational Health and Safety). In der darauf folgenden Regierung von Premier Lynn Arnold war er zunächst vom 4. September bis zum 1. Oktober 1992 weiterhin Arbeitsminister, Minister für Meeresangelegenheiten und Minister für Gesundheit und Sicherheit am Arbeitsplatz. Nach Umbildung der Regierung Arnold fungierte er zwischen dem 1. Oktober 1992 und dem 14. Dezember 1993 als Minister für Arbeitsbeziehungen, Gesundheit und Sicherheit am Arbeitsplatz (Minister of Labour Relations and Occupational Health and Safety) sowie außerdem vom 1. Oktober 1992 bis zum 3. September 1993 als Minister für Justizvollzugsdienste (Minister of Correctional Services), ehe er zuletzt zwischen dem 3. September und dem 14. Dezember 1993 noch Minister für Staatsdienste (Minister of State Services) war. Am 26. Mai 1994 wurde ihm der Höflichkeitstitel The Honourable verliehen.
Nach seinem Ausscheiden aus Regierung und Legislativversammlung engagierte sich Gregory in zahlreichen Funktionen und Ämtern. Er war unter anderem zwischen 1994 und 2006 Vorstandsmitglied und zuletzt von 2001 und 2006 auch Schatzmeister der Freiwilligen Rechtsberatung von Norwood (Norwood Community Legal Service), aus der der heutige nach der Richterin Roma Mitchell benannte Roma Mitchell Community Legal Service hervorging. Daneben war er von 1994 bis 2009 Mitglied der Rechtsberatung Voluntary Advocate, deren Mitglied auf Lebenszeit er 2009 wurde, sowie zwischen 1996 und 2001 Vorstandsmitglied sowie zuletzt von 1999 bis 2001 auch Sekretär der Gemeinschaftsrechtsberatungszentren von Südaustralien (Community Legal Centres SA). Während dieser Zeit war er von 1994 bis 1997 sowie erneut zwischen 1998 und 2009 Vorsitzender und zwischenzeitlich von 1997 bis 1998 Schatzmeister der südaustralischen Interessenvertretung und Beschwerdestelle für Menschen mit Behinderungen (Disability Advocacy and Complaints Service of South Australia Inc).
Bob Gregory, der zwischen 1997 und 1999 Vorsitzender des Spieler-Fürsorgeausschusses des Port Adelaide Football Club war, engagierte sich ferner im südaustralischen Rosenzüchter-Verband (Rose Society of South Australia) und war unter anderem zwischen 2004 und 2005 dessen Vizepräsident, von 2006 bis 2007 deren Präsident sowie außerdem zwischen 1997 und 2007 Vorsitzender des Ausstellungsausschusses dieses Verbandes. Er engagierte sich außerdem von 2000 bis 2012 als Schriftführer und Schatzmeister den australischen Rosenzüchter-Vereinigung (Australian Rose Breeders Association) und wurde daraufhin 2012 Ehrenmitglied dieser Vereinigung. Er ist ferner seit 1992 Mitglied des Lions Club und war fünf Mal, zuletzt von 2009 bis 2010 sowie 2015 bis 2016 Präsident des Lions Club von Modbury in Tea Tree Gully City. Für seine Verdienste wurde ihm 2006 der James D Richardson Foundation Honour Award verliehen und er zudem 2013 zum Melvin Jones Fellow ernannt. Für bedeutende Dienste für die Gemeinschaft von Südaustralien wurde er im Rahmen der Birthday Honours am 14. Juni 2021 zum Mitglied (Member) des Order of Australia (AM) ernannt.

## Hintergrundliteratur
- Parliament of South Australia: Statistical Record of the Legislature 1836–2007 (Memento vom 11. März 2019 im Internet Archive)

## Weblink
- Hon Bob Gregory. In: Parlament von South Australia. Abgerufen am 21. April 2024 (englisch).